# Wahlkreis Wiesbaden I
Der Wahlkreis Wiesbaden I (Wahlkreis 30) ist einer von zwei  Landtagswahlkreisen im Stadtgebiet der hessischen Landeshauptstadt Wiesbaden. Der Wahlkreis umfasst seit 2008, als die Zahl der Wiesbadener Wahlkreise von drei auf zwei verringert wurde, die Ortsbezirke Mitte, Nordost, Südost, Westend/Bleichstraße und Rheingauviertel/Hollerborn der Kernstadt Alt-Wiesbaden sowie die Stadtteile Dotzheim, Frauenstein, Klarenthal und Schierstein.
Wahlberechtigt waren bei der letzten Landtagswahl 99.055 der rund 148.000 Einwohner des Wahlkreises. Geografisch deckt der Wahlkreis den Westteil der Stadt Wiesbaden ab.

## Wahl 2023
| Landtagswahl in Hessen 2023 – WK Wiesbaden IZweitstimmen %3020100 29,5 %21,0 %14,3 %13,6 %6,8 %4,7 %3,0 %1,9 %1,4 %1,0 %2,7 % CDUGrüneAfDSPDFDPLinkeVoltFWTierschutzPARTEISonst.Gewinne und Verlusteim Vergleich zu 2018 %p 6 4 2 0 −2 −4 −6+5,2 %p−3,4 %p+2,6 %p−3,0 %p−2,1 %p−4,3 %p+3,0 %p+0,2 %p+0,6 %p+0,3 %p+0,8 %pCDUGrüneAfDSPDFDPLinkeVoltFWTierschutzPARTEISonst. |

| Gegenstand der Nachweisung | Gegenstand der Nachweisung | Erst- stimmen | Erst- stimmen | Zweit- stimmen | Zweit- stimmen |
| Bewerber                   | Partei                     | Anzahl        | %             | Anzahl         | %              |
| -------------------------- | -------------------------- | ------------- | ------------- | -------------- | -------------- |
| Wahlberechtigte            | Wahlberechtigte            | 91.695        | 91.695        | 91.695         | 91.695         |
| Wähler                     | Wähler                     | 56.521        | 56.521        | 56.521         | 61,6           |
| Ungültige Stimmen          | Ungültige Stimmen          | 787           | 1,4           | 630            | 1,1            |
| Gültige Stimmen            | Gültige Stimmen            | 55.734        | 98,6          | 55.891         | 98,9           |
| davon                      |                            |               |               |                |                |
| Astrid Wallmann            | CDU                        | 18.025        | 32,2          | 16.505         | 29,5           |
| Matthias Wagner            | GRÜNE                      | 11.687        | 21,0          | 11.734         | 21,0           |
| Alexander Hofmann          | SPD                        | 8.477         | 15,2          | 7.611          | 13,6           |
| Erich Heidkamp             | AfD                        | 7.710         | 13,8          | 7.968          | 14,3           |
| Christian Diers            | FDP                        | 3.454         | 6,2           | 3.799          | 6,8            |
| Elisabeth Kula-Braun       | Die Linke                  | 3.080         | 5,5           | 2.621          | 4,7            |
| Bernhard Müller            | Freie Wähler               | 1.314         | 2,4           | 1.079          | 1,9            |
|                            | Tierschutzpartei           |               |               | 804            | 1,4            |
|                            | Die PARTEI                 | 542           | 1,0           |                |                |
|                            | Piraten                    | 149           | 0,3           |                |                |
|                            | ÖDP                        | 117           | 0,2           |                |                |
|                            | P. f. schulm. Verjf.       | 16            | 0,0           |                |                |
|                            | V-Partei³                  | 264           | 0,5           |                |                |
| Felicitas Klings           | PdH                        | 386           | 0,7           | 229            | 0,4            |
|                            | ABG                        |               |               | 62             | 0,1            |
|                            | APPD                       | 47            | 0,1           |                |                |
|                            | Basis                      | 394           | 0,7           |                |                |
|                            | DKP                        | 43            | 0,1           |                |                |
|                            | DIE NEUE MITTE             | 54            | 0,1           |                |                |
| Tassilo von Jagow          | Volt                       | 1.601         | 2,9           | 1.694          | 3.0            |
|                            | Klimaliste                 |               |               | 159            | 0,3            |

## Wahl 2018
| Gegenstand der Nachweisung | Gegenstand der Nachweisung | Wahlkreis- stimmen | Wahlkreis- stimmen | Landes- stimmen | Landes- stimmen |
| Kreiswahlbewerber          | Partei                     | Anzahl             | %                  | Anzahl          | %               |
| -------------------------- | -------------------------- | ------------------ | ------------------ | --------------- | --------------- |
| Wahlberechtigte            | Wahlberechtigte            | 99.055             | 100,0              | 99.055          | 100,0           |
| Wähler                     | Wähler                     | 64.027             | 64,6               | 64.027          | 64,6            |
| Ungültige Stimmen          | Ungültige Stimmen          | 1.172              | 1,8                | 994             | 1,6             |
| Gültige Stimmen            | Gültige Stimmen            | 62.855             | 100,0              | 63.033          | 100,0           |
| davon                      |                            |                    |                    |                 |                 |
| Astrid Wallmann            | CDU                        | 16.716             | 26,6               | 14.802          | 23,5            |
| Dennis Volk-Borowski       | SPD                        | 12.634             | 20,1               | 10.613          | 16,8            |
| Mathias Wagner             | GRÜNE                      | 14.176             | 22,6               | 15.711          | 24,9            |
| Adrian Gabriel             | LINKE                      | 5.309              | 8,4                | 5.799           | 9.2             |
| Christian Diers            | FDP                        | 4.935              | 7,9                | 5.578           | 8,8             |
| Dimitri Schulz             | AfD                        | 6.910              | 11,0               | 7.312           | 11,6            |
| –                          | PIRATEN                    | –                  | –                  | 244             | 0,4             |
| Rudolf Schulz              | FREIE WÄHLER               | 1.249              | 2,0                | 1.094           | 1,7             |
| –                          | NPD                        | –                  | –                  | 65              | 0,1             |
| Volker Born                | Die Partei                 | 786                | 1,3                | 424             | 0,7             |
| –                          | ÖDP                        | –                  | –                  | 185             | 0,3             |
| –                          | Die Grauen                 | –                  | –                  | 97              | 0,2             |
| –                          | BüSo                       | –                  | –                  | 21              | 0,0             |
| –                          | AD-Demokraten              | –                  | –                  | 38              | 0,1             |
| –                          | Bündnis C                  | –                  | –                  | 70              | 0,1             |
| –                          | BGE                        | –                  | –                  | 81              | 0,1             |
| –                          | Die Violetten              | –                  | –                  | 40              | 0,1             |
| –                          | LKR                        | –                  | –                  | 106             | 0,2             |
| –                          | Menschliche Welt           | –                  | –                  | 40              | 0,1             |
| –                          | Die Humanisten             | –                  | –                  | 73              | 0,1             |
| –                          | Gesundheitsforschung       | –                  | –                  | 43              | 0,1             |
| –                          | Tierschutzpartei           | –                  | –                  | 515             | 0,8             |
| –                          | V-Partei³                  | –                  | –                  | 85              | 0,1             |

Neben der direkt gewählten Wahlkreisabgeordneten Astrid Wallmann (CDU) wurden der Grünen-Kandidat Mathias Wagner und der AfD-Kandidat Dimitri Schulz über die jeweiligen Landeslisten ihrer Parteien in den Landtag gewählt.

## Wahl 2013
| Gegenstand der Nachweisung | Gegenstand der Nachweisung | Wahlkreis- stimmen | Wahlkreis- stimmen | Landes- stimmen | Landes- stimmen |
| Kreiswahlbewerber          | Partei                     | Anzahl             | %                  | Anzahl          | %               |
| -------------------------- | -------------------------- | ------------------ | ------------------ | --------------- | --------------- |
| Wahlberechtigte            | Wahlberechtigte            | 99.247             | 100,0              | 99.247          | 100,0           |
| Wähler                     | Wähler                     | 68.293             | 68,8               | 68.293          | 68,8            |
| Ungültige Stimmen          | Ungültige Stimmen          | 1.616              | 2,4                | 1.451           | 2,1             |
| Gültige Stimmen            | Gültige Stimmen            | 66.677             | 100,0              | 66.842          | 100,0           |
| davon                      |                            |                    |                    |                 |                 |
| Astrid Wallmann            | CDU                        | 26.543             | 39,8               | 23.152          | 34,6            |
| Ernst-Ewald Roth           | SPD                        | 23.625             | 35,4               | 19.953          | 29,9            |
| Florian Rentsch            | FDP                        | 2.298              | 3,4                | 4.398           | 6,6             |
| Sibel Güler                | GRÜNE                      | 7.180              | 10,8               | 10.031          | 15,0            |
| Hans-Joachim Kühn          | LINKE                      | 3.378              | 5,1                | 3.870           | 5,8             |
| –                          | FREIE WÄHLER               | –                  | –                  | 394             | 0,6             |
| –                          | NPD                        | –                  | –                  | 370             | 0,6             |
| –                          | REP                        | –                  | –                  | 224             | 0,3             |
| Tobias Elsenmüller         | PIRATEN                    | 1.314              | 2,0                | 1.361           | 2,0             |
| Josef Stalleicher          | BüSo                       | 136                | 0,2                | 61              | 0,1             |
| –                          | ADd                        | –                  | –                  | 67              | 0,1             |
| –                          | Die Grauen                 | –                  | –                  | 37              | 0,1             |
| Simon Roger                | AfD                        | 2.203              | 3,3                | 2.404           | 3,6             |
| –                          | AVIP                       | –                  | –                  | 31              | 0,0             |
| –                          | LUPe                       | –                  | –                  | 25              | 0,0             |
| –                          | ÖDP                        | –                  | –                  | 116             | 0,2             |
| –                          | Die Partei                 | –                  | –                  | 320             | 0,5             |
| –                          | PSG                        | –                  | –                  | 28              | 0,0             |

Neben Astrid Wallmann als Gewinnerin des Direktmandats sind aus dem Wahlkreis noch Ernst-Ewald Roth und Florian Rentsch über die jeweilige Landesliste in den Landtag eingezogen. Der Wahlkreis gehört zu denen mit dem geringsten Anteil ungültiger Stimmen.

## Wahl 2009
| Gegenstand der Nachweisung | Gegenstand der Nachweisung | Wahlkreis- stimmen | Wahlkreis- stimmen | Landes- stimmen | Landes- stimmen |
| Bewerber                   | Partei                     | Anzahl             | %                  | Anzahl          | %               |
| -------------------------- | -------------------------- | ------------------ | ------------------ | --------------- | --------------- |
| Wahlberechtigte            | Wahlberechtigte            | 97.658             | 100,0              | 97.658          | 100,0           |
| Wähler                     | Wähler                     | 55.399             | 56,7               | 55.399          | 56,7            |
| Ungültige Stimmen          | Ungültige Stimmen          | 1.608              | 2,9                | 1.298           | 2,3             |
| Gültige Stimmen            | Gültige Stimmen            | 53.791             | 100,0              | 54.101          | 100,0           |
| davon                      |                            |                    |                    |                 |                 |
| Astrid Wallmann            | CDU                        | 21.213             | 39,4               | 18.795          | 34,7            |
| Ernst-Ewald Roth           | SPD                        | 15.720             | 29,2               | 11.323          | 20,9            |
| Florian Rentsch            | FDP                        | 6.826              | 12,7               | 9.129           | 16,9            |
| Katja Meier                | GRÜNE                      | 6.812              | 12,7               | 9.839           | 18,2            |
| Jörg Jungmann              | LINKE                      | 2.893              | 05,4               | 3.446           | 06,4            |
| –                          | REP                        | –                  | –                  | 372             | 00,7            |
| –                          | FW                         | –                  | –                  | 434             | 00,8            |
| –                          | NPD                        | –                  | –                  | 323             | 00,6            |
| –                          | Piraten                    | –                  | –                  | 287             | 00,5            |
| Peter Rudolf Hummel        | BüSo                       | 327                | 00,6               | 153             | 00,3            |

## Wahl 2008
Bei der Landtagswahl in Hessen 2008 traten folgende Kandidaten an:
| Gegenstand der Nachweisung | Gegenstand der Nachweisung | Wahlkreis- stimmen | Wahlkreis- stimmen | Landes- stimmen | Landes- stimmen |
| Bewerber                   | Partei                     | Anzahl             | %                  | Anzahl          | %               |
| -------------------------- | -------------------------- | ------------------ | ------------------ | --------------- | --------------- |
| Wahlberechtigte            | Wahlberechtigte            | 97.407             | 100,0              | 97.407          | 100,0           |
| Wähler                     | Wähler                     | 58.212             | 59,8               | 58.212          | 59,8            |
| Ungültige Stimmen          | Ungültige Stimmen          | 1.215              | 2,1                | 1.022           | 1,8             |
| Gültige Stimmen            | Gültige Stimmen            | 56.997             | 100,0              | 57.190          | 100,0           |
| davon                      |                            |                    |                    |                 |                 |
| Marion Petri               | CDU                        | 20.860             | 36,6               | 19.471          | 34,0            |
| Ernst-Ewald Roth           | SPD                        | 22.200             | 39,0               | 20.329          | 35,5            |
| Michael Nikolay            | GRÜNE                      | 5.340              | 09,4               | 6.172           | 10,8            |
| Florian Rentsch            | FDP                        | 4.474              | 07,8               | 60.87           | 10,6            |
| Karin Lerschmacher         | REP                        | 779                | 01,4               | 625             | 01,1            |
| –                          | Tierschutzpartei           | –                  | –                  | 216             | 00,4            |
| Peter Rudolf Hummel        | BüSo                       | 122                | 00,2               | 59              | 00,1            |
| –                          | PSG                        | –                  | –                  | 16              | 00,0            |
| –                          | Volksabstimmung            | –                  | –                  | 49              | 00,1            |
| –                          | GRAUE                      | –                  | –                  | 93              | 00,2            |
| Jörg Jungmann              | LINKE                      | 2.616              | 04,6               | 3.224           | 05,6            |
| –                          | Die Violetten              | –                  | –                  | 33              | 00,1            |
| –                          | FAMILIE                    | –                  | –                  | 82              | 00,1            |
| Francisco Rodriguez        | FW                         | 301                | 00,5               | 191             | 00,3            |
| Klaus Dietrich             | NPD                        | 305                | 00,5               | 299             | 00,5            |
| –                          | PIRATEN                    | –                  | –                  | 234             | 00,4            |
| –                          | UB                         | –                  | –                  | 10              | 00,0            |

## Wahl 2003
| Gegenstand der Nachweisung | Gegenstand der Nachweisung | Wahlkreis- stimmen | Wahlkreis- stimmen | Landes- stimmen | Landes- stimmen |
| Bewerber                   | Partei                     | Anzahl             | %                  | Anzahl          | %               |
| -------------------------- | -------------------------- | ------------------ | ------------------ | --------------- | --------------- |
| Wahlberechtigte            | Wahlberechtigte            | 60.115             | 100,0              | 60.115          | 100,0           |
| Wähler                     | Wähler                     | 39.512             | 65,7               | 39.512          | 65,7            |
| Ungültige Stimmen          | Ungültige Stimmen          | 729                | 1,8                | 549             | 1,4             |
| Gültige Stimmen            | Gültige Stimmen            | 38.788             | 100,0              | 39.968          | 100,0           |
| davon                      |                            |                    |                    |                 |                 |
| Armin Klein                | CDU                        | 20.065             | 51,7               | 18.384          | 47,2            |
| ?                          | SPD                        | 11.815             | 30,5               | 9.741           | 25,0            |
| ?                          | GRÜNE                      | 4.064              | 10,5               | 5.502           | 14,1            |
| ?                          | FDP                        | 2.228              | 5,7                | 4.219           | 10,8            |
| ?                          | REP                        | 499                | 1,3                | 366             | 0,9             |
| –                          | Tierschutzpartei           | –                  | –                  | 183             | 0,5             |
| –                          | DIE FRAUEN                 | –                  | –                  | 76              | 0,2             |
| –                          | PBC                        | –                  | –                  | 56              | 0,1             |
| –                          | DKP                        | –                  | –                  | 43              | 0,1             |
| –                          | ödp                        | –                  | –                  | 40              | 0,1             |
| ?                          | BüSo                       | 117                | 0,3                | 47              | 0,1             |
| –                          | FAG Hessen                 | –                  | –                  | 146             | 0,4             |
| –                          | PSG                        | –                  | –                  | 19              | 0,0             |
| –                          | Schill                     | –                  | –                  | 146             | 0,4             |

## Wahl 1999
| Gegenstand der Nachweisung | Gegenstand der Nachweisung | Wahlkreis- stimmen | Wahlkreis- stimmen | Landes- stimmen | Landes- stimmen |
| Bewerber                   | Partei                     | Anzahl             | %                  | Anzahl          | %               |
| -------------------------- | -------------------------- | ------------------ | ------------------ | --------------- | --------------- |
| Wahlberechtigte            | Wahlberechtigte            | 60.747             | 100,0              | 60.747          | 100,0           |
| Wähler                     | Wähler                     | 40.284             | 66,3               | 40.284          | 66,3            |
| Ungültige Stimmen          | Ungültige Stimmen          | 555                | 1,4                | 461             | 1,1             |
| Gültige Stimmen            | Gültige Stimmen            | 39.729             | 100,0              | 39.823          | 100,0           |
| davon                      |                            |                    |                    |                 |                 |
| Armin Klein                | CDU                        | 19.863             | 50,0               | 18.363          | 46,1            |
| ?                          | SPD                        | 12.996             | 32,7               | 12.852          | 37,3            |
| ?                          | GRÜNE                      | 3.706              | 9,3                | 3.866           | 9,7             |
| ?                          | F.D.P.                     | 1.897              | 4,8                | 3.174           | 8,0             |
| ?                          | REP                        | 995                | 2,5                | 942             | 2,4             |
| –                          | Die Tierschutzpartei       | –                  | –                  | 131             | 0,3             |
| –                          | DIE FRAUEN                 | –                  | –                  | 83              | 0,2             |
| –                          | PASS                       | –                  | –                  | 27              | 0,1             |
| –                          | DKP                        | –                  | –                  | 75              | 0,2             |
| ?                          | BüSo                       | 60                 | 0,2                | 21              | 0,1             |
| –                          | FWG                        | –                  | –                  | 28              | 0,1             |
| ?                          | PBC                        | 98                 | 0,2                | 90              | 0,2             |
| –                          | DHP                        | –                  | –                  | 7               | 0,0             |
| ?                          | NATURGESETZ                | 114                | 0,3                | 47              | 0,1             |
| –                          | ödp                        | –                  | –                  | 36              | 0,1             |
| –                          | NPD                        | –                  | –                  | 33              | 0,1             |
| −                          | BFB-Die Offensive          | −                  | −                  | 48              | 0,1             |

## Wahl 1995
| Gegenstand der Nachweisung | Gegenstand der Nachweisung | Wahlkreis- stimmen | Wahlkreis- stimmen | Landes- stimmen | Landes- stimmen |
| Bewerber                   | Partei                     | Anzahl             | %                  | Anzahl          | %               |
| -------------------------- | -------------------------- | ------------------ | ------------------ | --------------- | --------------- |
| Wahlberechtigte            | Wahlberechtigte            | 62.131             | 100,0              | 62.131          | 100,0           |
| Wähler                     | Wähler                     | 41.198             | 66,3               | 41.198          | 66,3            |
| Ungültige Stimmen          | Ungültige Stimmen          | 700                | 1,7                | 569             | 1,4             |
| Gültige Stimmen            | Gültige Stimmen            | 40.498             | 100,0              | 40.629          | 100,0           |
| davon                      |                            |                    |                    |                 |                 |
| ?                          | SPD                        | 12.204             | 30,1               | 11.666          | 28,7            |
| Armin Klein                | CDU                        | 18.355             | 45,3               | 17.114          | 42,1            |
| ?                          | GRÜNE                      | 5.857              | 14,5               | 6.282           | 15,5            |
| ?                          | F.D.P.                     | 2.428              | 6,0                | 3.957           | 9,7             |
| –                          | ÖDP                        | –                  | –                  | 94              | 0,2             |
| ?                          | GRAUE                      | 241                | 0,6                | 183             | 0,5             |
| ?                          | REP                        | 847                | 2,1                | 786             | 1,9             |
| ?                          | Solidarität                | 46                 | 0,1                | 18              | 0,0             |
| –                          | APD                        | –                  | –                  | 44              | 0,1             |
| –                          | DKP                        | –                  | –                  | 34              | 0,1             |
| ?                          | NPD                        | 52                 | 0,1                | 34              | 0,1             |
| –                          | DHP                        | –                  | –                  | 6               | 0,0             |
| –                          | f.NEP                      | –                  | –                  | 18              | 0,0             |
| ?                          | NATURGESETZ                | 98                 | 0,2                | 73              | 0,2             |
| ?                          | BFB                        | 160                | 0,4                | 133             | 0,3             |
| ?                          | PBC                        | 107                | 0,3                | 99              | 0,2             |
| ?                          | STATT Partei               | 103                | 0,3                | 72              | 0,2             |

## Wahl 1991
| Gegenstand der Nachweisung | Gegenstand der Nachweisung | Wahlkreis- stimmen | Wahlkreis- stimmen | Landes- stimmen | Landes- stimmen |
| Bewerber                   | Partei                     | Anzahl             | %                  | Anzahl          | %               |
| -------------------------- | -------------------------- | ------------------ | ------------------ | --------------- | --------------- |
| Wahlberechtigte            | Wahlberechtigte            | 64.180             | 100,0              | 64.180          | 100,0           |
| Wähler                     | Wähler                     | 43.329             | 67,5               | 43.329          | 67,5            |
| Ungültige Stimmen          | Ungültige Stimmen          | 801                | 1,8                | 570             | 1,3             |
| Gültige Stimmen            | Gültige Stimmen            | 42.528             | 100,0              | 42.759          | 100,0           |
| davon                      |                            |                    |                    |                 |                 |
| Manfred Kanther            | CDU                        | 18.419             | 43,3               | 17.428          | 40,8            |
| ?                          | SPD                        | 15.277             | 35,9               | 14.581          | 34,1            |
| ?                          | GRÜNE                      | 4.250              | 10,0               | 5.148           | 12,0            |
| ?                          | F.D.P.                     | 4.039              | 9,5                | 4.405           | 10,3            |
| –                          | REP                        | –                  | –                  | 726             | 1,7             |
| ?                          | DIE GRAUEN                 | 543                | 1,3                | 312             | 0,7             |
| –                          | ÖDP                        | –                  | –                  | 91              | 0,2             |
| –                          | PBC                        | –                  | –                  | 68              | 0,2             |

## Wahl 1987
|                   | Partei            | Anzahl | %     |
| ----------------- | ----------------- | ------ | ----- |
| Wahlberechtigte   | Wahlberechtigte   | 64.345 | 100,0 |
| Wähler            | Wähler            | 49.335 | 76,7  |
| Ungültige Stimmen | Ungültige Stimmen | 384    | 0,8   |
| Gültige Stimmen   | Gültige Stimmen   | 48.951 | 100,0 |
| davon             |                   |        |       |
| ?                 | SPD               | 15.595 | 31,9  |
| Manfred Kanther   | CDU               | 21.960 | 44,9  |
| ?                 | F.D.P.            | 5.104  | 10,4  |
| ?                 | GRÜNE             | 6.058  | 12,4  |
| ?                 | DKP               | 86     | 0,2   |
| ?                 | ÖDP               | 148    | 0,3   |

## Wahl 1983
|                    | Partei            | Anzahl | %     |
| ------------------ | ----------------- | ------ | ----- |
| Wahlberechtigte    | Wahlberechtigte   | 64.771 | 100,0 |
| Wähler             | Wähler            | 50.393 | 77,8  |
| Ungültige Stimmen  | Ungültige Stimmen | 364    | 0,7   |
| Gültige Stimmen    | Gültige Stimmen   | 50.029 | 100,0 |
| davon              |                   |        |       |
| Manfred Kanther    | CDU               | 20.812 | 41,6  |
| Jörg Jordan        | SPD               | 19.181 | 38,3  |
| Ralf Hussing       | GRÜNE             | 3.681  | 7,4   |
| Helmut von Scheidt | F.D.P.            | 5.850  | 11,7  |
| Jutta Weissmann    | DKP               | 102    | 0,2   |
| Ulrich Krüger      | LD                | 301    | 0,6   |
| Evelin Urban       | DS                | 50     | 0,1   |
| Martin Buck        | EAP               | 52     | 0,1   |

## Bisherige Abgeordnete
Direkt gewählte Abgeordnete des Wahlkreises Wiesbaden I waren:
| Jahr | Direktkandidat   | Partei | Erststimmen in % |
| ---- | ---------------- | ------ | ---------------- |
| 2023 | Astrid Wallmann  | CDU    | 32,3             |
| 2018 | Astrid Wallmann  | CDU    | 26,6             |
| 2013 | Astrid Wallmann  | CDU    | 39,8             |
| 2009 | Astrid Wallmann  | CDU    | 39,4             |
| 2008 | Ernst-Ewald Roth | SPD    | 39,0             |

Der Wahlkreis wurde zur Landtagswahl 2008 neu zugeschnitten, da die Stadt Wiesbaden nur noch in zwei statt bisher drei Wahlkreise eingeteilt wurde.
Im alten Zuschnitt (bis 2003) wurden im Wahlkreis Wiesbaden I folgende Abgeordneten gewählt:
| Jahr | Direktkandidat  | Partei | (Erst-)Stimmen in % |
| ---- | --------------- | ------ | ------------------- |
| 2003 | Armin Klein     | CDU    | 51,7                |
| 1999 | Armin Klein     | CDU    | 50,0                |
| 1995 | Armin Klein     | CDU    | 45,3                |
| 1991 | Manfred Kanther | CDU    | 43,3                |
| 1987 | Manfred Kanther | CDU    | 44,9                |
| 1983 | Manfred Kanther | CDU    | 41,6                |
| 1982 | Manfred Kanther | CDU    | 48,8                |